# Épître aux Hébreux
L’Épître aux Hébreux est un livre du Nouveau Testament rédigé en grec et intitulé « Πρὸς Ἑϐραίους » (Pros Hebraious). Cette lettre est censée s'adresser à des « Hébreux » mais l'identité de ces destinataires offre matière à discussion, si tant est qu'il s'agisse d'une véritable lettre. Là n'est pas son seul paradoxe.
Entré tardivement dans le canon néotestamentaire, ce texte suscite en effet de multiples interrogations en termes d'exégèse historico-critique. Dès sa publication, la question de son rédacteur a divisé les Pères de l'Église. La tradition chrétienne l'a longtemps attribué à l'apôtre Paul, mais les arguments de biblistes tels que Martin Luther et Ernest Renan ont donné lieu à de nouveaux débats. Depuis le XXe siècle, l'hypothèse paulinienne est unanimement abandonnée et les historiens considèrent aujourd'hui cet écrit comme l'œuvre d'un auteur anonyme.
De son titre latin Epistola ad Hebræos, conventionnellement abrégé en « He », l'épître a été rédigée dans le dernier tiers du Ier siècle, entre les années 60 et les années 90. Elle se compose de 13 chapitres articulés selon une structure d'apparence linéaire mais qui obéit à un système de correspondances internes mis en évidence depuis les années 1960 par les travaux d'Albert Vanhoye. C'est l'analyse de ce schéma qui a fourni les clés de ce texte jusqu'alors réputé énigmatique, voire obscur, et permis d'en déchiffrer le message.
Ses thèmes principaux portent sur la dialectique des deux alliances, sur l'espérance du croyant et sur la personne de Jésus en tant que médiateur, Fils de Dieu, et, pour la première fois dans la littérature chrétienne, grand prêtre à l'image de Melchisédech. Autrement dit, l'Épître aux Hébreux constitue l'un des plus anciens traités de christologie mais aussi l'un des plus novateurs.

## La question de l'auteur

### Le débat sur la canonicité
Pendant des siècles, la canonicité de l'Épître aux Hébreux est restée indissociable de son attribution initiale à Paul de Tarse alors que ce texte ne contient aucune allusion à l'Apôtre en tant qu'auteur et qu'Origène, déjà, soulève des objections contre ce rapprochement,.

#### Antiquité et Moyen Âge
La plus ancienne version d'Hébreux se trouve dans le Papyrus 46, daté des environs de l'an 200 : le texte y est inséré dans le corpus paulinien, entre l'Épître aux Romains et la Première aux Corinthiens. Il en va de même pour le Codex Vaticanus et le Codex Sinaiticus, tous deux du IVe siècle. C'est à ce classement parmi les lettres de Paul, qui vaut attribution, que cet écrit doit sa présence dans le canon néotestamentaire.

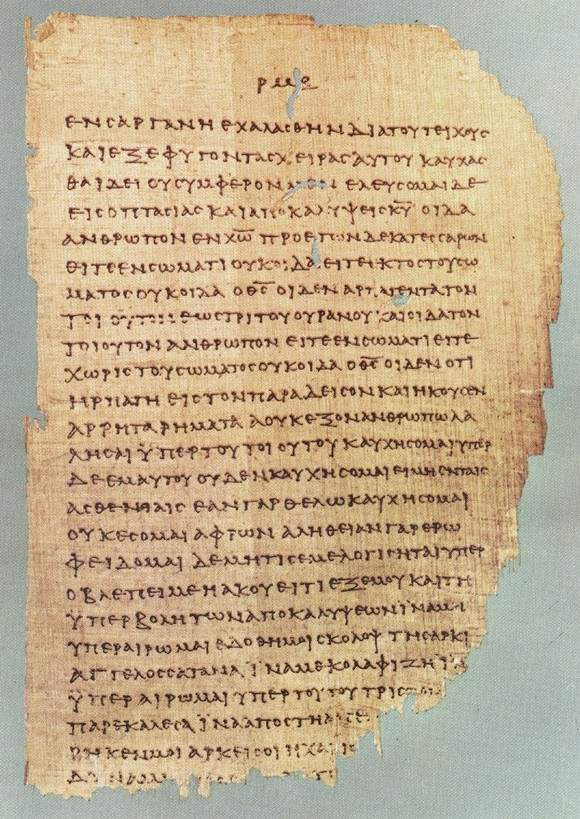
Le Papyrus 46 (Gregory-Aland) : ici, un passage de la Deuxième aux Corinthiens.

Pendant les premiers temps de l'Église, le christianisme oriental voit dans cette épître une œuvre de Paul tandis que l'Occident chrétien, qui la cite depuis Clément de Rome mais sans lui ajouter de nom d'auteur, l'écarte longtemps de son canon officiel. Par exemple, elle semble inconnue du canon de Marcion et n'est pas mentionnée dans le Fragment de Muratori. Quelques vicissitudes marquent ses débuts : son instrumentalisation par des mouvements dissidents alimente les soupçons quant à son authenticité, à telle enseigne qu'au IVe siècle, selon le témoignage de Philastre de Brescia, elle n'est pas donnée en lecture dans les églises occidentales. Pourtant, l'influence orientale gagne peu à peu du terrain et d'aucuns, en Occident, finissent par juger l'épître admissible, mais non sans réticence. Ainsi, Jérôme de Stridon note que les Romains doutent de son origine paulinienne mais il s'appuie sur la tradition grecque pour la considérer comme partie intégrante des textes inspirés, avis auquel se range Augustin d'Hippone,. En 397, le IIIe synode de Carthage, qui fixe la liste des Écritures canoniques, dénombre 13 lettres de Paul et, en leur adjoignant Hébreux, tente de mettre fin à ces fluctuations,. Le texte occidental du corpus paulinien garde néanmoins la trace d'hésitations ultérieures, entre le Codex Claromontanus qui relègue l'épître en annexe, le Codex Augiensis qui n'en donne qu'une traduction en latin et le Codex Boernerianus qui l'omet.

#### Du Moyen Âge auXXIesiècle
L'attribution à Paul et la canonicité qui en découle s'imposent cependant au christianisme occidental, en particulier à Thomas d'Aquin, jusqu'à la Réforme. À cette époque, elles sont battues en brèche par Luther. Au départ, dans son commentaire d'Hébreux en date de 1517-1518, la même année que le manifeste de Wittenberg, Luther ne s'élève pas contre l'identification de l'auteur à l'Apôtre : bien au contraire, il récapitule les arguments qui vont dans ce sens. Mais il admet qu'Hébreux 2:3, où le rédacteur se définit comme un disciple de la deuxième génération, représente un obstacle de taille. Puis, en 1522, lorsqu'il publie sa traduction du Nouveau Testament, il estime que l'épître n'est due ni à Paul ni à un autre apôtre. Il la conserve néanmoins dans sa Bible mais en la décalant vers la fin, parmi les ἀντιλεγόμενα (antilegomena), aux côtés d'autres livres dont la canonicité lui semble peu probable, comme Jacques, Jude et l'Apocalypse, et en rappelant les débats dont elle a fait l'objet. Calvin, pour sa part, ne remet pas en cause son apostolicité et va jusqu'à déceler la signature de Satan dans ces contestations, mais il ne la reconnaît pas non plus comme une œuvre de Paul.
La thèse de l'origine paulinienne connaît ensuite des fortunes diverses chez les biblistes protestants : ils la récusent puis la soutiennent au XVIIe siècle avant de la rejeter à nouveau, pendant que l'Église catholique refuse de se prononcer sur ce point lors du concile de Trente et laisse une certaine latitude d'interprétation aux commentateurs. En revanche, elle se montre plus explicite au cours de la crise moderniste, quand la Commission biblique pontificale, à la veille de la Première Guerre mondiale, interdit aux fidèles de nier la paternité paulinienne,. Il faut attendre l'année 1961 pour que le Saint-Siège renonce à cette directive.

### Les hypothèses
Hébreux ne comporte pas de nom d'auteur et sa filiation littéraire demeure indéchiffrable. Cette question non résolue a conduit l'historiographie ancienne à proposer des « candidats » à sa rédaction et à avancer des hypothèses dont aucune n'apparaît satisfaisante au regard de la critique contemporaine. « Si chacune de ces candidatures a trouvé des avocats dans les temps modernes, écrit Albert Vanhoye, aucune n'a réussi à s'imposer ».

#### L'attribution à Paul
Clément d'Alexandrie voit dans Hébreux la traduction grecque, effectuée par l'évangéliste Luc, d'une lettre de Paul de Tarse destinée à des Hébreux et rédigée dans leur langue, l'Apôtre ayant choisi de rester en retrait afin de ne pas indisposer ses lecteurs juifs. Pour sa part, Origène doute de cette théorie et pense plutôt reconnaître l'œuvre d'un disciple de Paul :

« "Aux Hébreux" n'a pas la manière simple du langage de l'apôtre qui avoue qu'il est grossier dans son parler, c'est-à-dire dans sa phrase, mais l'épître est très grecque par le travail du style. [...] Pour moi, si je donnais mon avis, je dirais que les pensées sont de l'apôtre ; mais la phrase et la composition sont de quelqu'un qui rapporte les enseignements de l'apôtre et pour ainsi dire d'un écolier qui écrit les choses dites par le maître. »

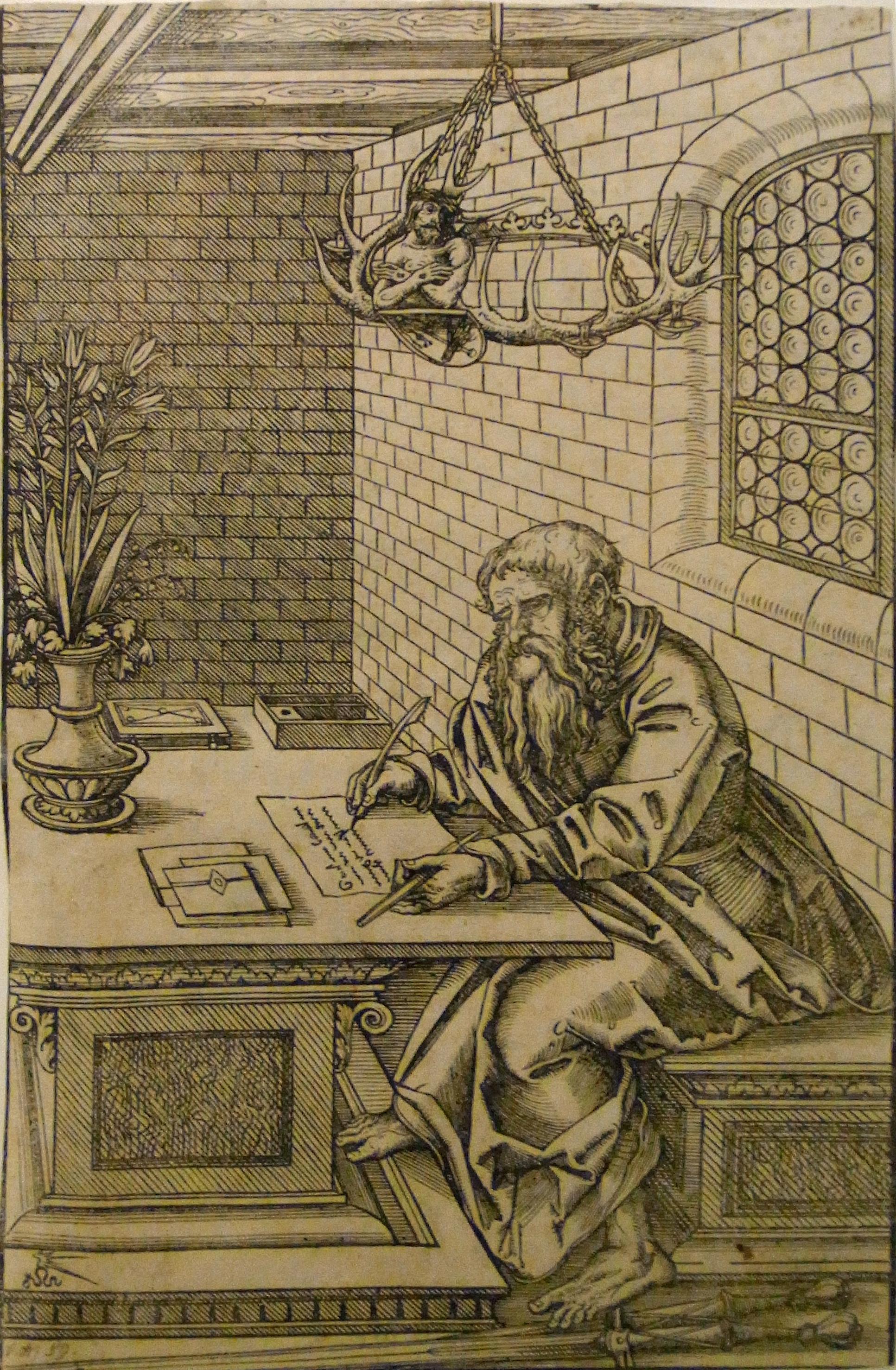
Saint Paul écrivant ses épîtres, par Lucas Cranach le Jeune.

Il précise qu'aux yeux de certains Clément de Rome passe pour être au moins le traducteur de l'épître, si ce n'est son auteur, à moins qu'il ne s'agisse de Luc,.
Eusèbe de Césarée signale dans son Histoire ecclésiastique une proximité stylistique entre la Première épître de Clément et la lettre aux Hébreux, dont il attribue la paternité à Paul. Pour lui, Clément de Rome serait le traducteur du texte paulinien vers le grec :

« [Clément de Rome] y fait beaucoup d'emprunts à l'épître aux Hébreux, soit pour les pensées, soit même pour certaines expressions qu'il rapporte textuellement ; il y montre avec évidence que ce dernier écrit n'était pas nouveau. C'est donc à bon droit qu'il a été rangé parmi les autres œuvres de l'apôtre. Paul, dit-on, s'était adressé aux Hébreux dans leur langue maternelle. Sa lettre fut traduite par l'évangéliste Luc, selon les uns, et, selon les autres, par Clément. Des deux hypothèses celle-ci semblerait plutôt être la vraie. D'une part, l'épître de Clément et l'épître aux Hébreux conservent la même allure de style; et, d'autre part, les pensées dans les deux écrits ont une parenté qui n'est pas éloignée. »

De fait, le style littéraire et les thèmes d'Hébreux offrent peu de points communs avec le corpus paulinien. L'exégèse historico-critique moderne a dressé un inventaire des arguments en faveur et en défaveur de ce rapprochement. Il est indéniable que l'épître aborde plusieurs sujets présents chez l'Apôtre, tels que la médiation du Christ, son humiliation, son élévation au-dessus des anges et sa Passion. D'autres similitudes peuvent être recensées : la polémique contre la Loi juive, la gloire divine du Christ, son sacrifice ou même, dans les dernières lignes, une mention du disciple Timothée et une salutation finale de type paulinien. À cela il convient d'ajouter que, sur l'ensemble du Nouveau Testament, il existe 65 mots qui apparaissent uniquement chez l'Apôtre et dans Hébreux : « combat », « profession de foi »...
En sens inverse, les grandes problématiques pauliniennes sont absentes de cette épître, comme la théologie de la croix, la dialectique de la justice et de la liberté ou celle de la Loi et de la grâce. De surcroît, à la différence de Paul, quand l'épître cite l'Ancien Testament, elle utilise le plus souvent la version des Septante. Surtout, elle s'organise autour de l'image du Christ en tant que grand prêtre d'Israël, concept étranger à la pensée de Paul.
Ces incompatibilités sont répertoriées par Albert Vanhoye, qui met en regard le mode d'expression de l'Apôtre et celui d'Hébreux. Ainsi, au « style impétueux et irrégulier » de Paul, s'oppose celui, « toujours soigné et tranquille », de l'épître ; à ses ruptures de ton, les « transitions douces » de l'épître ; à son omniprésence, le retrait de l'auteur d'Hébreux derrière son propre texte ; à son « autorité d'apôtre », le fait que le rédacteur d'Hébreux ne se présente jamais comme un apôtre ; à la fréquence de ses expressions « en Christ », « Christ Jésus », « Notre Seigneur Jésus-Christ », l'absence de ces termes dans l'épître, qui parle simplement de « Jésus » ; à sa façon de citer l'Ancien Testament en employant le verbe « écrire » et ses dérivés (« l'Écriture », « il est écrit »), l'usage exclusif du verbe « dire » dans l'épître.
La paternité paulinienne, contestée depuis le début du XXe siècle par l'ensemble des spécialistes, se voit désormais rejetée, et cet abandon est « définitif, selon toute vraisemblance », note Samuel Bénétreau.

#### Les théories alternatives

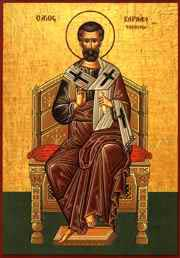
Saint Barnabé. Icône byzantine du XVe siècle.

D'autres « candidats » ont été suggérés. On en a dénombré jusqu'à 13. Par exemple, Tertullien attribue la rédaction d'Hébreux à Barnabé,, hypothèse qui a recueilli de nombreux suffrages. Ernest Renan, entre autres, la soutient dans son Histoire des origines du christianisme. Barnabé, ce disciple de Paul qui lui paraît toujours un peu « perdu, en quelque sorte, dans les rayons de la gloire du grand apôtre », représente à ses yeux la théorie « la plus vraisemblable » parce que le fait semble reconnu de tous à l'époque de Tertullien et que rien, dans l'épître, ne vient s'y opposer. Ce dernier argument est pourtant démenti par l'attachement de Barnabé à la Loi juive tel que le décrit Paul dans le chapitre 2 de l'Épître aux Galates alors qu'Hébreux témoigne d'une attitude contraire chez son rédacteur (He 7,11-19, He 9,9 et He 13,9).
Parmi les noms avancés par les biblistes, on peut citer le diacre Philippe, Marie, l'évêque Aristion, Silas, Timothée ou encore Priscille, l'épouse d'Aquila ; cette dernière thèse a été défendue par Adolf von Harnack en 1900. Harnack estime que la lettre est écrite au sein de la communauté romaine par une personne proche de Paul et de Timothée, définition susceptible de correspondre à Priscille.

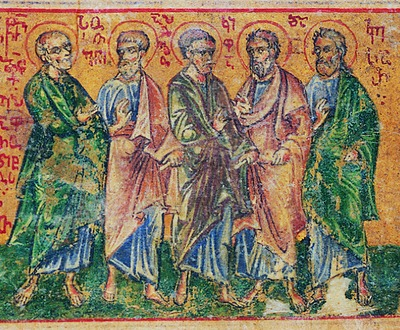
Apollos au centre de quatre autres disciples du groupe des soixante-dix : Épaphrodite, Sosthène de Corinthe, Céphas d'Iconium et César de Dyrrachium. Miniature du XVe siècle.

Luther a été le premier à proposer Apollos comme rédacteur de l'épître, théorie reprise jusqu'au XXe siècle par plusieurs exégètes protestants, ou catholiques comme le théologien dominicain Ceslas Spicq,. Leur principal argument tient au portrait d'Apollos que dessinent la Première aux Corinthiens et les Actes (18:24-28) : celui d'un érudit juif de l'école alexandrine, rompu à la rhétorique, connu pour son éloquence et dont la foi chrétienne doit beaucoup à la théologie paulinienne,. Toutefois, si cette image est à même d'évoquer l'auteur d'Hébreux, les points de convergence ne s'avèrent pas suffisants, car « tous ces traits pouvaient se retrouver chez d'autres hommes apostoliques de l'époque », remarque Albert Vanhoye avant de conclure qu'il vaut mieux « se résigner à l'incertitude ».

#### L'auteur inconnu
Le texte ne livre que peu d'informations sur son rédacteur, dont l'autoportrait se limite à quelques éléments : il s'agit d'un homme (comme le prouve le participe au masculin διηγούμενον, diêgoumenon, 11:32) qui est d'origine païenne ou juive et appartient à la deuxième génération chrétienne (« un si grand salut, qui, annoncé d’abord par le Seigneur, nous a été confirmé par ceux qui l’ont entendu », 2:3). Versé dans le midrash et l'herméneutique allégorique de la Bible propres au judaïsme hellénistique, il porte l'empreinte des traditions stoïciennes et néoplatoniciennes. Il apparaît avant tout comme un « penseur », écrit Samuel Bénétreau, qui se dit « frappé à la fois par sa connaissance de l'Ancien Testament et par l'originalité de la lecture qu'il en fait ».
Peut-être a-t-il vécu à Alexandrie, mais cela ne signifie pas pour autant qu'il y ait composé l'épître, y compris dans l'hypothèse où il se serait agi d'Apollos car on sait que celui-ci a effectué plusieurs voyages. Les influences théologiques et stylistiques qui transparaissent dans son œuvre le rattachent à l'école de Philon d'Alexandrie aussi bien qu'aux auteurs des manuscrits de la mer Morte et aux milieux gnostiques d'Égypte.
La richesse d'écriture d'Hébreux et la qualité de sa langue grecque correspondent bien à ce climat d'érudition alexandrine, ce qui a pu laisser supposer que l'évangéliste Luc, reconnu comme écrivain de talent, en était l'auteur. Le vocabulaire est particulier, car il comprend 168 hapax néotestamentaires, et les statistiques démontrent que, sur un total de 4950 mots, sont déployés 1038 termes différents ; à titre de comparaison, l'Évangile selon Jean, texte trois fois plus long, n'en utilise que 1011.
Faute d'indices supplémentaires, l'épître semble avoir été « d'emblée conçue comme un écrit anonyme destiné à un lectorat par principe indéterminé », notent Hans Conzelmann et Andreas Lindemann, qui souscrivent à ce constat de Luther : l'auteur « est inconnu, veut bien aussi rester inconnu encore un moment, et on ne peut rien faire contre cela ».

## La rédaction

### Date et lieu de composition

#### Datation haute et datation basse
L'épître ne provient pas du cercle apostolique, fût-ce au sens large, d'abord parce que l'auteur se présente comme issu de la deuxième génération de chrétiens et ensuite parce que ses destinataires sont eux-mêmes convertis à la nouvelle religion depuis plusieurs années (2:3, 5:12, 10:32).

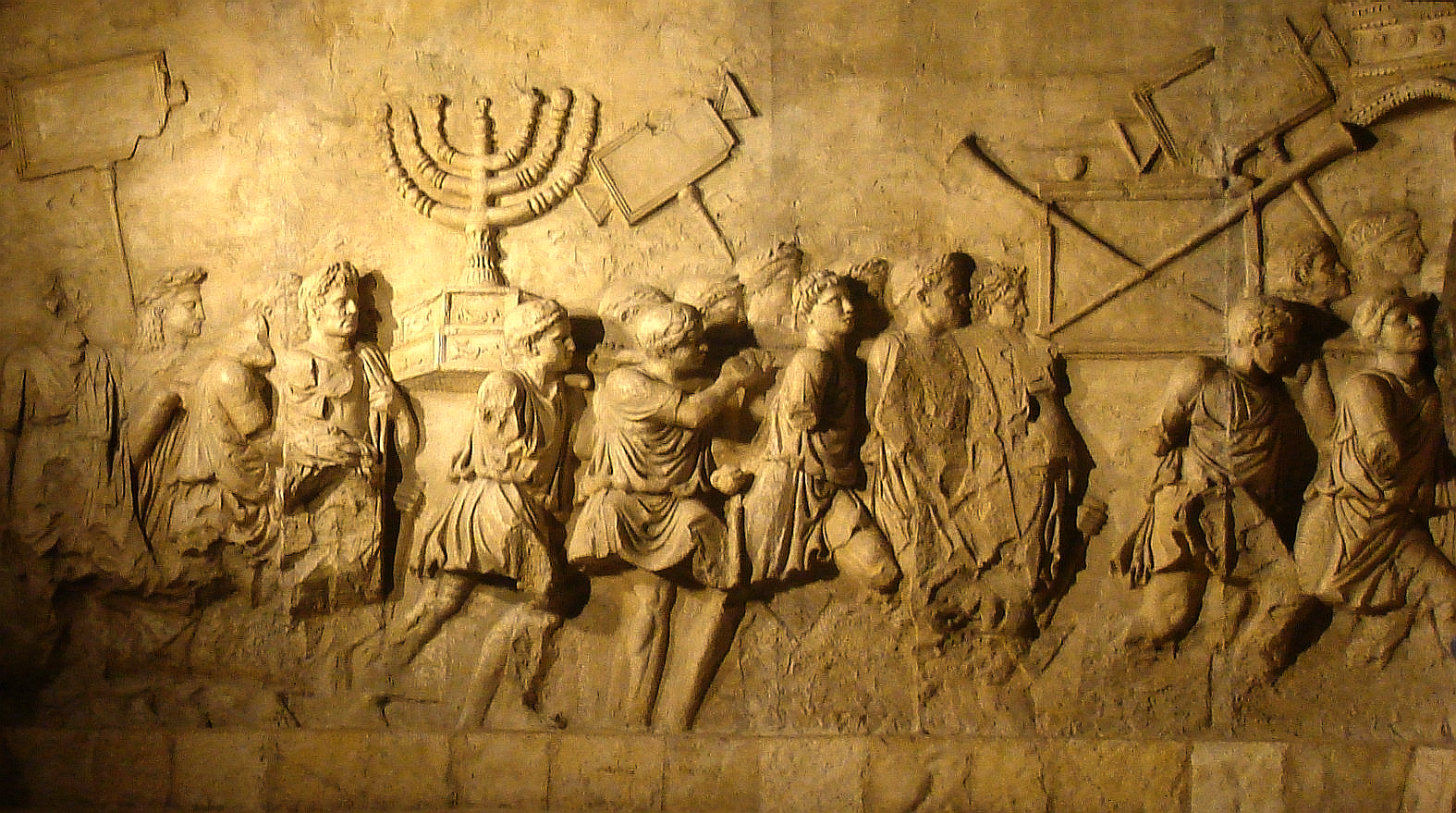
Les soldats romains emportent la menorah du Temple après la destruction de Jérusalem en 70 (bas-relief de l'arc de Titus).

François Vouga suggère une datation comprise entre les années 60, époque où disparaît la première génération, et les années 80-90. La première référence à Hébreux se trouve probablement dans la Lettre aux Corinthiens de Clément de Rome, datée de 95-97,. L'épître clémentine ne cite pas exactement Hébreux mais en fournit plutôt, en 1 Clem 36:2-5, une « paraphrase commentée » qui permet en tout état de cause de situer le terminus ad quem, autrement dit la date butoir, de sa composition dans la dernière décennie du Ier siècle, vers 96.
Divers spécialistes ont émis l'idée que la parenté de ces deux écrits pouvait se justifier par un emprunt à une tradition commune mais cette explication demeure très minoritaire car l'analyse textuelle tend à démontrer une « dépendance littéraire » de 1 Clem par rapport à Hébreux. Cette particularité confirme pour Hans Conzelmann et Andreas Lindemann une datation basse, entre les années 80 et le milieu des années 90, déjà sous-entendue par le fait que l'époque des apôtres semble révolue depuis quelque temps (13:7).
Selon André Paul, le terminus a quo se situe plus haut : la rédaction oscille « entre une période qui serait antérieure aux grandes épîtres et la fin du Ier siècle (Clément étant le terminus ad quem). On peut retenir comme plus plausible une date proche de la mort de Paul, c'est-à-dire de 67. L'évocation qui y est faite du culte au Temple de Jérusalem permet de penser qu'Hébreux a été rédigée probablement avant la destruction de celui-ci en 70. » Pour des raisons analogues, Albert Vanhoye propose une « date un peu antérieure à 70 ». De même, Samuel Bénétreau estime difficile de remonter au-delà des années 60 et opte pour une période située « un peu avant ou même pendant les persécutions de Néron », soit vers 64-65. À cette datation haute, fondée sur la description du Temple, Conzelmann et Lindemann objectent que le rédacteur ne met pas en scène une réalité concrète (9:1-10) mais s'appuie plutôt sur des « énoncés bibliques relatifs au culte ». Les verbes qui ont trait au culte sont certes conjugués au présent, on en relève même jusqu'à 18 occurrences, mais cette insistance ne constitue pas aux yeux de Jean Massonnet une « preuve décisive » que l'épître soit antérieure à la « date charnière » de l'année 70.

#### Le post-scriptum
Le treizième et dernier chapitre s'achève par une double bénédiction :

« Que le Dieu de paix, qui a ramené d’entre les morts le grand pasteur des brebis, par le sang d’une alliance éternelle, notre Seigneur Jésus, 

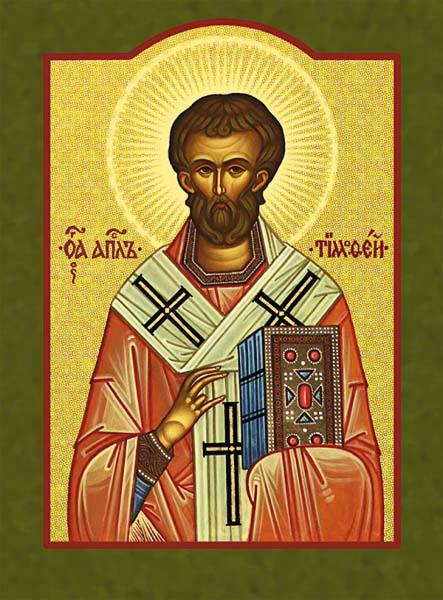
Timothée. Icône byzantine.

vous rende capables de toute bonne œuvre pour l’accomplissement de sa volonté, et fasse en vous ce qui lui est agréable, par Jésus-Christ, auquel soit la gloire aux siècles des siècles ! Amen ! 
Je vous prie, frères, de supporter ces paroles d’exhortation, car je vous ai écrit brièvement. 
Sachez que notre frère Timothée a été relâché ; s’il vient bientôt, j’irai vous voir avec lui. 
Saluez tous vos conducteurs, et tous les saints. Ceux d’Italie vous saluent. 
Que la grâce soit avec vous tous ! Amen ! (He 13:20-25.) »

La mention contenue dans la seconde bénédiction (« Ceux d'Italie vous saluent », 13:24) incite en principe à localiser l'auteur en Italie, voire plus précisément dans la communauté chrétienne de Rome, et cependant plusieurs exégètes observent qu'il pourrait s'agir de n'importe quelle communauté établie en Italie ou même d'un « cercle italien » présent à l'intérieur d'un groupe de chrétiens vivant en un lieu indéterminé, d'autant que ce détail peut provenir d'une interpolation tardive,.
Le dédoublement de la bénédiction finale, en 13:20-21 et 13:22-25, laisse en effet supposer l'intervention d'un « éditeur » indépendant de l'auteur qui ajouterait une sorte de post-scriptum. Cette thèse se trouve confortée par le style même de 13:22-25, dont la teneur et la tonalité, avec l'allusion à Timothée, évoquent fortement le corpus paulinien, comme si l'auteur ou l'éditeur avait voulu rattacher Hébreux aux écrits de l'Apôtre, créant ainsi une « fiction littéraire » destinée à faciliter l'évangélisation de ses interlocuteurs, sans pour autant fournir d'indice quant au lieu de composition. Mais dans l'hypothèse d'une datation haute, vers les années 60, ces dernières lignes pourraient aussi bien être de la main de Paul, ou encore, quelle que soit la date, une sorte de post-scriptum de l'auteur, quelle que soit son identité.

### Les destinataires

#### Aux Hébreux
La mention « Aux Hébreux » (« Πρὸς Ἑϐραίους », Pros Hebraious) ne figure pas dans le texte d'origine : il s'agit d'un titre ajouté tardivement et attesté à Alexandrie au IIe siècle,, sans véritable justification à l'intérieur de l'œuvre. Si destinataires il y a, il se peut que ces derniers soient des fidèles appartenant aux milieux proches du Temple ou encore des judéo-chrétiens vivant à Jérusalem, mais aussi dans n'importe quelle autre ville de l'Empire romain. En tout état de cause, ils ne sont jamais nommés, jamais désignés comme juifs ou Israélites, et aucune allusion n'est faite à la circoncision.
D'autre part, l'épître a beau citer l'Ancien Testament à de multiples reprises, elle ne traite pas directement des relations entre juifs et chrétiens ou entre juifs et païens comme la logique l'eût commandé ; la comparaison entre les deux Alliances, l'ancienne et la nouvelle, n'y est abordée que d'une manière théorique, ce qui amène Hans Conzelmann et Andreas Lindemann à douter que l'auteur s'adresse à des Juifs ou à des judéo-chrétiens. Ils voient plutôt ces destinataires comme des « pagano-chrétiens » (6:1), ou simplement des chrétiens, comme en témoignent He 3:14 et 5:12. Dans cette hypothèse, Hébreux s'adresse à l'Église tout entière et, faute de destinataires définis, devrait donc trouver sa place parmi les Épîtres catholiques au sens propre, c'est-à-dire à portée universelle.
Le seul élément indiscutable est que ces destinataires apparaissent « capables d'entendre un discours en bon grec et d'accueillir une démonstration de type juif fondée sur les Écritures », conclut Jean Massonnet.

#### Un peuple dans le désert

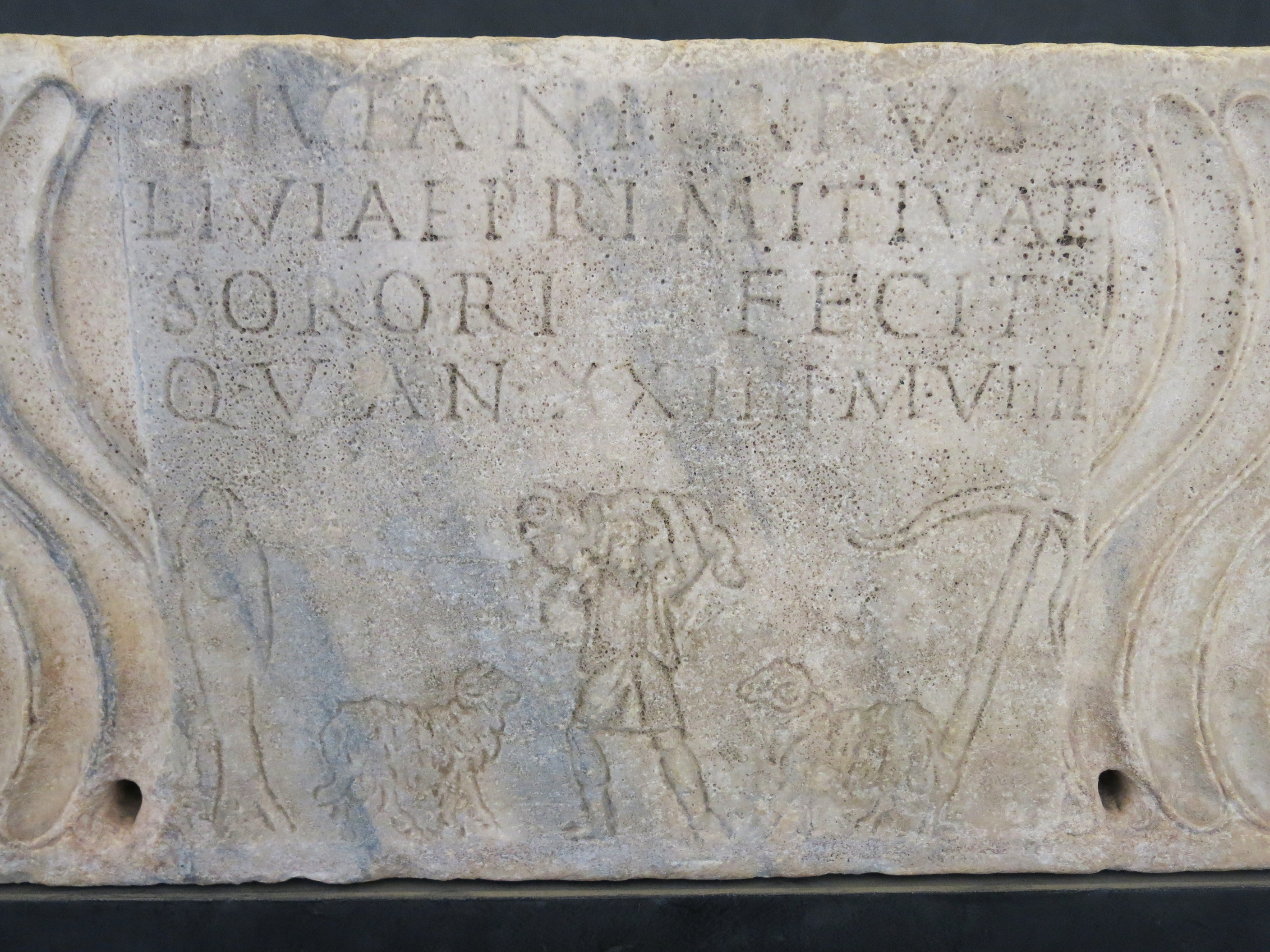
L'ancre, symbole fréquent dans l'art paléochrétien, est ici associée aux thèmes du Bon Pasteur et de l'ichtus. Sarcophage de Livia Primitiva, musée du Louvre.

L'indication « Aux Hébreux » ajoutée au IIe siècle pourrait alors prendre une signification plus générale, plus symbolique, et renvoyer au Livre de l'Exode et au thème biblique du peuple en marche vers la Terre promise. Pour Corina Combet-Galland, la lettre ne viserait pas à évoquer le passé du peuple juif, mais à affirmer que, par la crucifixion et la résurrection de Jésus, la Pâque a été accomplie pour toujours. L'épître donnerait des raisons de rester ferme dans la foi parmi les tourments de la traversée du désert (10, 32-39 ; 13, 3) en employant des images « comme celle de l'espérance "ancre de l’âme" : l’ancre n’épargne pas l’épreuve mais elle sauve du naufrage, elle est invisible mais fixée en Dieu (6, 19) ».
De fait, la communauté réceptrice d'Hébreux semble en proie à une crise qui la mène au découragement (12:12-17), sans doute en raison de difficultés à venir et de dissensions doctrinales. Mais court-elle pour autant le danger d'une apostasie ou de l'adhésion à des idées trompeuses ? Mérite-t-elle une mise en garde qui lui dénie la possibilité d'une seconde pénitence (6:1-8) ? L'insistance du rédacteur sur la nécessité de l'endurance dans la foi autorise à le penser, mais sans certitude, de sorte que l'énigme des destinataires de l'épître demeure, comme celle de son auteur, insoluble.

## Le contenu

### Genre littéraire

#### Les normes épistolaires
Les genres littéraires du Nouveau Testament se répartissent en quatre catégories soumises à des critères stricts : l'évangile, la lettre, la monographie historique et l'apocalypse. La deuxième catégorie, celle de la lettre, se caractérise dans l'Antiquité par son introduction et sa conclusion : au début se trouvent le nom de l'expéditeur, puis celui du destinataire et la formule de salutation, après quoi le corps de la lettre, d'une longueur variable, comprend en général deux parties, ce qui est le cas des épîtres pauliniennes et de la quasi-totalité de la littérature épistolaire du christianisme primitif. La conclusion est formée par de nouvelles salutations, suivies d'une bénédiction.

#### Une homélie
L'étrangeté d'Hébreux vient du fait que, malgré le tour épistolaire de ses derniers versets, le texte ne commence pas à la manière d'une lettre, par un préambule et une adresse à des destinataires : il ne s'agit pas d'une épître mais bien plutôt d'une homélie qui emploie la deuxième personne du pluriel pour parler à son public. « Du début (1:1) jusqu'à la fin (13:20-21), elle appartient au genre de la prédication », constate Albert Vanhoye en ajoutant qu'il s'agit même du « seul exemple que nous ayons, dans le Nouveau Testament, d'un texte de sermon intégralement conservé », les autres étant des fragments insérés dans des lettres ou des narrations.
Le sermon est manifeste dès les premières lignes (1:1-4), qui forment un exorde :

« Après avoir autrefois, à plusieurs reprises et de plusieurs manières, parlé à nos pères par les prophètes, 
Dieu, dans ces derniers temps, nous a parlé par le Fils, qu’il a établi héritier de toutes choses, par lequel il a aussi créé le monde, 
et qui, étant le reflet de sa gloire et l’empreinte de sa personne, et soutenant toutes choses par sa parole puissante, a fait la purification des péchés et s’est assis à la droite de la majesté divine dans les lieux très hauts, 
devenu d’autant supérieur aux anges qu’il a hérité d’un nom plus excellent que le leur. (1:1-4.) »

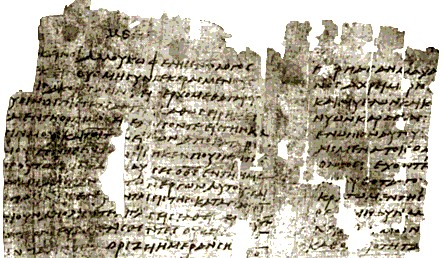
Fragment de l'Épître aux Hébreux, Papyrus 13, IIIe siècle, British Library.

Cet exorde typique de la tradition homilétique, « comme un portail solennel, ouvre à un univers dont il laisse entrevoir les artères importantes », écrit Jean Massonnet. Ses quatre versets tiennent en « une phrase unique, dont la qualité linguistique remarquable l'emporte sur tout le reste du Nouveau Testament », poursuit-il, rejoignant en cela l'opinion d'Erich Grässer, de Harold W. Attridge et d'Albert Vanhoye.
L'auteur n'a de cesse de rappeler qu'il « parle » (2:5, 5:11, 6:9, 8:1, 9:5, 11:32) et l'œuvre se définit elle-même comme un « discours » (13:22-25), même si son niveau stylistique interdit de la réduire à un recueil de notes de prédication. Ce « texte écrit mais destiné à être lu à haute voix » est chaleureux, il « ne fait pas seulement appel à l'intelligence, mais à l'émotion », et, dans la lignée d'Aristote et de Cicéron, il puise aux mêmes sources que les orateurs antiques pour captiver ses destinataires, qui sont moins des lecteurs que des auditeurs. Pour soutenir l'attention, il a recours aux subtilités de la rhétorique comme « l'alternance des motifs de crainte et d'espoir », mais il joue aussi sur toute une gamme des figures de style : la répétition, l'allitération, l'assonance, l'asyndète, la polysyndète, l'antithèse, l'antonomase, l'anaphore, la métaphore...
Enfin, dans les dernières lignes, le billet d'envoi est précédé en 13:20-21 par une phrase qui constitue une péroraison, là encore classique dans l'art oratoire. Il se peut donc que le sermon ait été prononcé devant une ou plusieurs communautés puis adressé à d'autres chrétiens avec un mot d'accompagnement, ce qui expliquerait la présence du post-scriptum.
Albert Vanhoye résume le triple paradoxe de l'épître en observant que cette œuvre longtemps intitulée traditionnellement « Lettre de Paul aux Hébreux » possède trois caractéristiques : ce n'est pas une lettre, Paul ne l'a pas écrite et elle n'est pas destinée à des Hébreux. Christian Grappe, quant à lui, voit dans le terme d'« épître » un « titre trompeur pour un sermon soigneusement construit », sermon fidèle aux lois de la rhétorique et dont l'auteur est avant tout, selon la formule de François Vouga, « un exégète et un prédicateur ».

### Résumé de la prédication

#### Le Fils intronisé
La Parole de Dieu, qui a retenti à de multiples reprises, est aujourd'hui définitive : c'est en son Fils qu'il s'exprime désormais, et non plus par les prophètes (1:1-4). Ce Fils, intronisé à la droite du Père et supérieur à toute créature (1:5-14), a rejoint l'humanité en ces temps, et les hommes sont invités à reconnaître en lui le grand prêtre qui les purifiera de leurs péchés et par qui leur sera accordée la rédemption (2:1-18).

« Car assurément ce n’est pas à des anges qu’il vient en aide, mais c’est à la postérité d’Abraham. 
En conséquence, il a dû être rendu semblable en toutes choses à ses frères, afin qu’il fût un souverain sacrificateur miséricordieux et fidèle dans le service de Dieu, pour faire l’expiation des péchés du peuple ; 
car, ayant été tenté lui-même dans ce qu’il a souffert, il peut secourir ceux qui sont tentés. (He 2:16-18.) »

#### Le Fils accrédité

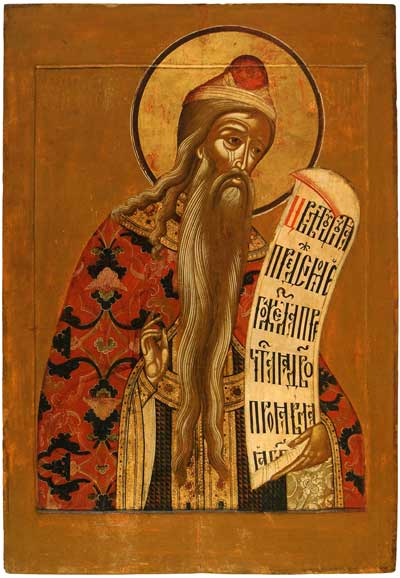
Le grand prêtre Aaron. Icône russe, v. 1654, Iaroslavl.

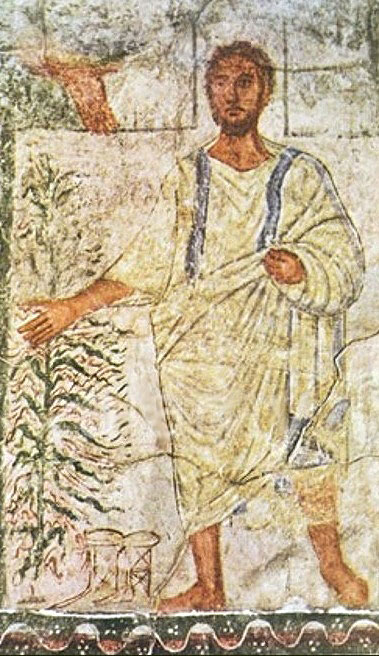
Moïse et le Buisson ardent, fresque de la synagogue de Doura-Europos, IIIe siècle.

Le sacerdoce du Fils ayant été affirmé, deux traits spécifiques du Christ sont énoncés : il est en même temps « accrédité auprès de Dieu » (3:1-6) et « solidaire des hommes » (4:15-5:10), comparable en cela à Moïse (3:2) et à Aaron (5:4), auxquels il est supérieur. Lui qui a souffert, il offre le salut éternel à ceux qui lui obéissent car il est grand prêtre à jamais « dans l'ordre de Melchisédech » (5:1-10).
La Parole sur Jésus peut sembler malaisée pour ceux qui sont devenus lents à comprendre mais elle relève d'une foi adulte : elle fait l'objet d'un serment irrévocable de Dieu (5:11-6:20). Elle porte sur le sacerdoce du Fils (7:1-28) et sur la liturgie qu'il a effectuée au sein du sanctuaire et de la tente véritables : son sacrifice, différent des rites anciens, lui a donné accès au Trône de Dieu en faisant de lui le médiateur d'une nouvelle alliance,. Ainsi il conduira les fidèles à l'accomplissement, en leur obtenant le pardon une fois pour toutes (8:1-10:18).
Cette certitude d'accéder au sanctuaire par le sang de Jésus (10:19) doit inciter les croyants à montrer de l'endurance sur le chemin de la foi (11:1-40), vers la Jérusalem céleste (12:22-24). Les fidèles doivent demeurer fermes dans les épreuves, qui peuvent être un signe de communion avec le Christ (12:1-13), et responsables vis-à-vis de Dieu (12:24-29) et de leur prochain (13:1-19).

## La structure
Comme la quasi-totalité des textes bibliques, Hébreux ne comporte pas de division. Le mode d'enchaînement de ses 13 chapitres pose plusieurs questions, ce qui explique que l'analyse du plan d'ensemble diffère selon les exégètes, difficulté encore accrue par la constante alternance de passages didactiques et parénétiques.
Cette analyse se partage entre deux grands courants parmi les exégètes, selon qu'ils discernent dans cette épître principalement un schéma linéaire, hérité du monde gréco-latin, ou un schéma concentrique, hérité du monde sémitique. Ces deux modèles ne sont pas exclusifs l'un de l'autre.

### Le schéma linéaire
Suivant les lois de la rhétorique classique, les thèmes principaux d'un discours se placent au début et à la fin, dans une progression linéaire. Le contenu suit un tracé horizontal « où le dynamisme est alimenté par le but à atteindre », écrit Jean Massonnet : ici, « la visée finale est l'entrée dans le sanctuaire céleste », réaffirmée en 12:22-24.

#### Plan binaire
Pierre de Martin de Viviés propose une composition binaire : après le prologue (1:1-1:4), une première partie dogmatique (1:5-10:18) ; puis une seconde partie, d'ordre parénétique (10:19-13:19), suivie de la bénédiction finale dédoublée (13:20-25). François Vouga envisage une répartition identique et en donne le détail : après le prologue (1:1-1:4), une première section sur « le Fils de Dieu abaissé et élevé » (1:5-2:18) ; une deuxième, sur le grand prêtre (3:1-5:10) ; une troisième, sur l'« enseignement parfait » (5:11-10:18) ; une quatrième, sur les « conséquences parénétiques » (10:19-12:13) ; une cinquième, comprenant les exhortations finales (12:14-13:19) avant la double bénédiction (13:20-25).
Christian Grappe adopte le schéma binaire en discernant quatre grands thèmes successifs, chaque fois en lien avec l'idée de la parole et de l'écoute : la parole de Dieu en son Fils (1:1-2:18) ; l'écoute de la voix de Dieu en son Fils, le grand prêtre (3:1-5:10) ; les difficultés et les grandeurs de cette parole divine (5:11-10:18) ; l'appel à l'endurance et à la responsabilité des croyants (10:19-13:21), puis la bénédiction finale et l'envoi (13:20-25).

#### Plan ternaire

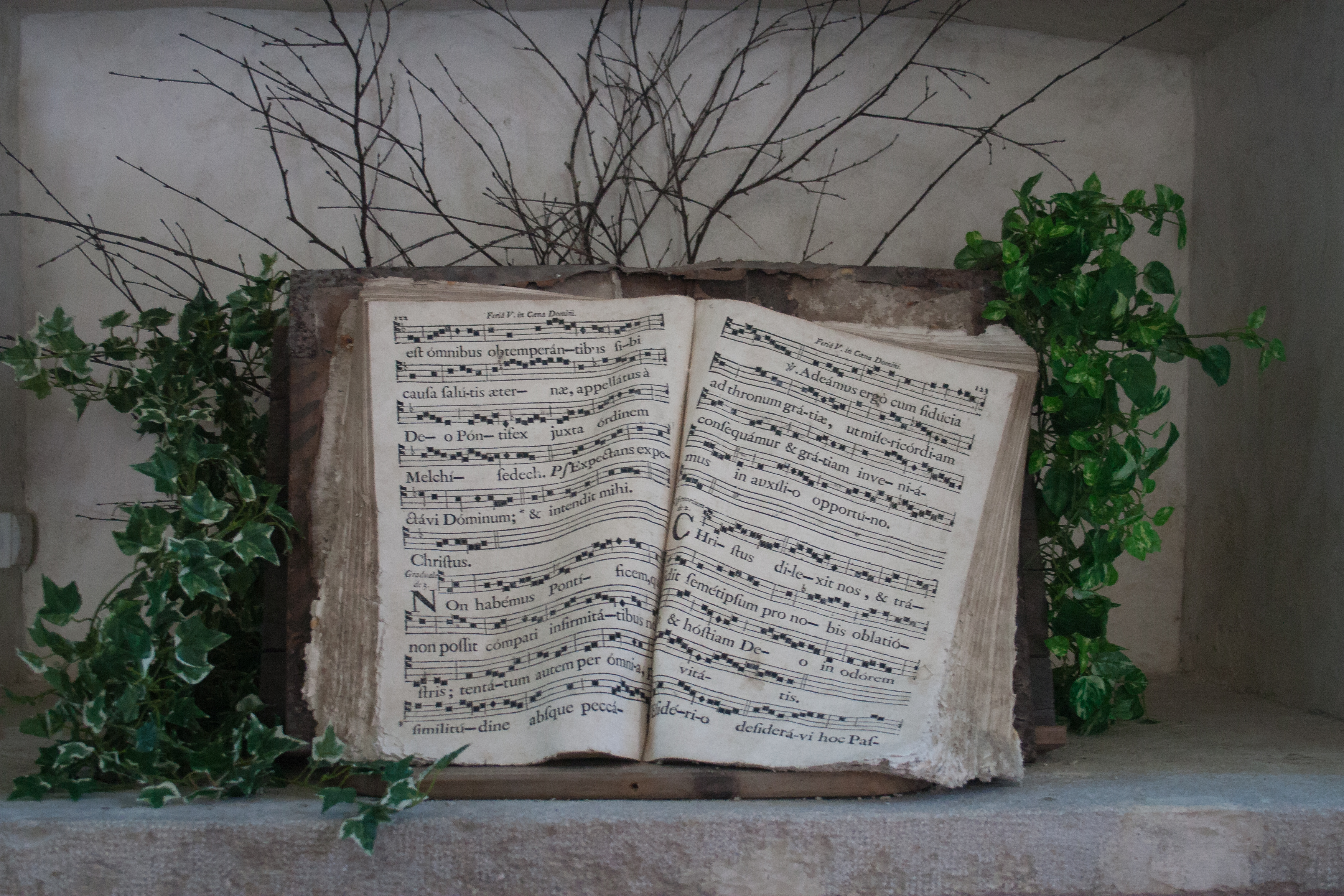
Graduel ouvert sur la page d'Hébreux 4:15, église d'Omonville-la-Petite.

Hans Conzelmann et Andreas Lindemann suggèrent trois parties principales : la première (1:1-4:13), consacrée à la supériorité de la révélation chrétienne ; la deuxième (4:14-10:18), à Jésus-Christ comme archétype du grand prêtre selon l'ordre de Melchisédech ; la troisième (10:19-13:22), à la parénèse, suivie par la conclusion (13:23-25). D'autres plans ternaires restent possibles, par exemple celui d'Erich Gräßer, qui distingue une première partie (1:1-6:20) sur le « chemin du Sauveur » ; une deuxième (7:1-10:18) sur le Fils en tant que grand prêtre ; et une troisième (10:19-13:22) sur le « chemin de la foi ».

#### Autres plans
Parmi les autres hypothèses, le plan en cinq parties suggéré par Albert Vanhoye remporte les suffrages d'un nombre important de biblistes, dont Paul Ellingworth, William L. Lane, Harold W. Attridge et Jean Massonnet. Il se fonde sur l'idée qu'Hébreux obéit à un schéma concentrique.

### Le schéma concentrique

#### La symétrie
Les thèmes se répondent entre eux, par exemple 4:4-16 et 10:19-23, selon un système de correspondances internes et d'emboîtements mis au jour par différents travaux, en particulier ceux de Léon Vaganay, « pionnier » en la matière dans les années 1930, puis par ceux d'Albert Vanhoye qui, à partir des années 1960, a affiné et élargi cette étude en la faisant porter sur l'épître tout entière,,.
La méthode ici employée est l'analyse rhétorique, ou structurelle, qui appréhende les Écritures en s'efforçant de déterminer leur mode de composition. À la différence de l'exégèse historico-critique qui procède par petites unités textuelles, notamment dans son examen des « formes », l'analyse rhétorique part du principe que les rédacteurs bibliques ont organisé leur matériel de façon globale, afin d'obtenir une architecture cohérente, au prix d'une élaboration rigoureuse et complexe. Elle estime également que les textes du Nouveau Testament n'obéissent pas aux lois de l'éloquence gréco-latine, mais bien plutôt à celles de la rhétorique sémitique, dont ils sont les héritiers,. Il est rare que cette méthode soit appliquée à un livre entier, et les recherches d'Albert Vanhoye sur l'Épître aux Hébreux, prise dans sa totalité, font figure d'exception,.
L'analyse rhétorique distingue trois types de construction symétrique : la structure en chiasme, la structure spéculaire et la structure concentrique. La première comprend quatre éléments qui s'entrecroisent (A B B' A'), la deuxième englobe plus de quatre éléments (A B C C' B' A'), et enfin la troisième, dont le nombre d'éléments est impair (A B C B' A'), contient un centre qui forme le point de focalisation du texte et, surtout, renferme l'essentiel de sa signification. Cette dernière structure, le modèle concentrique, revient fréquemment dans la Bible et représente selon Roland Meynet l'une des caractéristiques majeures de la littérature sémitique.

#### Le décryptage
L'Épître aux Hébreux obéit au schéma concentrique en A B C B' A', car une trame se dessine nettement : entre l'exorde et la péroraison, cinq parties se détachent. Cette structure est confirmée par l'examen des cinq parties les unes par rapport aux autres, en termes de longueur, de disposition et de structure interne.
Selon le principe de la rhétorique sémitique, le contenu déploie peu à peu ses potentialités jusqu'à la dernière ligne, mais c'est le passage central qui exprime l'essentiel de sa signification, et non pas la fin comme dans le schéma linéaire. Or les segments textuels se répondent de part et d'autre de la troisième partie, qui forme le cœur de l'épître et, partant, la substance même de son message. Cette troisième partie expose le sacerdoce du Christ, « grand prêtre d'un genre nouveau », qui s'offre lui-même en sacrifice et donne l'accès au sanctuaire véritable ; par lui est accordé le pardon des péchés, ce qui rend caduques l'ancienne Loi et l'ancienne alliance,. Tel est le thème qui constitue le centre de l'épître et le cœur de sa doctrine.
La grille de lecture fait apparaître des techniques particulières, telles que des inclusions ou des parallélismes. Chacune des cinq parties est introduite par un verset qui la précède de peu. Ces cinq amorces se trouvent respectivement en 1:4, 2:17-18, 5:9-10, 10:36-39 et 12:13. Enfin, un système de « mots-crochets », c'est-à-dire de mots présents au terme d'une section et répétés au début de la section suivante, sert à relier l'ensemble.

#### Tableau du schéma concentrique
La structure définie par Albert Vanhoye, peut être résumée par le tableau suivant :
| Unité textuelle                                 | Type | Nombre de sections | Nombre de versets | Thème |
| ----------------------------------------------- | ---- | ------------------ | ----------------- | --- |
| Exorde (1:1-4)                                  | -    |                    | 4                 | |
| 1re partie (1:5-2:18)                           | A    | 1                  | 28                | Place de Jésus-Christ par rapport à Dieu et aux hommes ; affirmation du sacerdoce du Christ, plus grand que les anges.                      |
| 2e partie (3:1-5:10)                            | B    | 2                  | 45 (33+12)        | Grand prêtre digne de foi et miséricordieux : accomplissement du sacerdoce en la personne du Christ et parénèse sur la fidélité du croyant. |
| 3e partie (5:11-10:39)                          | C    | 3                  | 132 (24+87+21)    | Valeur sans égale du sacerdoce et du sacrifice du Christ, qui réalise la nouvelle alliance et donne le pardon.                              |
| 4e partie (11:1-12:13)                          | B'   | 2                  | 53                | Nécessité de la foi et de l'endurance chez ceux à qui le Christ a ouvert la voie.                                                           |
| 5e partie (12:14-13:19)                         | A'   | 1                  | 34                | Des pistes droites : condition chrétienne et exhortation à s'engager sur le chemin de la sainteté.                                          |
| Conclusion, doxologie et mot d'envoi (13:20-25) | -    |                    | 6                 | |

### L'axe central

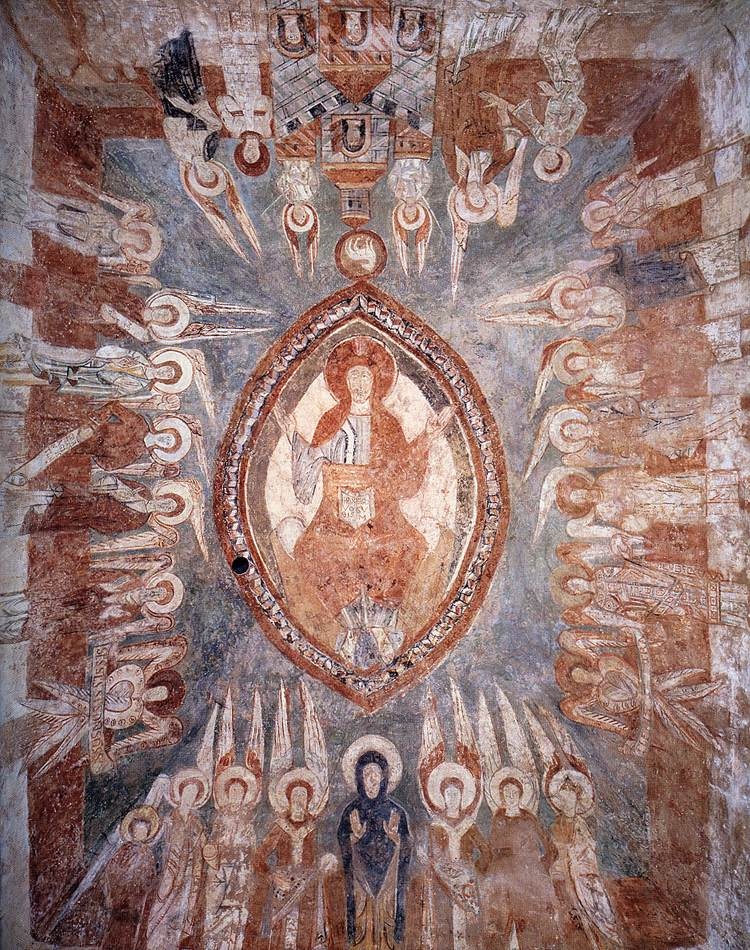
Christ en majesté dans la Jérusalem céleste, fresque du XIIe siècle, église Saint-Theudère de Saint-Chef.

La plupart des spécialistes s'accordent à distinguer deux composantes majeures dans l'Épître aux Hébreux : d'une part le centre de ses cercles concentriques, qui se situe très précisément en 9:11 avec le mot « Christ », comme l'a démontré Albert Vanhoye,, et d'autre part son apogée, avec la longue péricope de 12:18-24. Paul Ellingworth synthétise ces deux éléments en expliquant que le premier correspond à l'aspect structurel, et le second à l'aspect dialectique, avec sa reprise des thèmes vétérotestamentaires qui marque le point de jonction des deux alliances, l'ancienne et la nouvelle. La vision christologique de l'auteur parvient alors à abolir toute frontière entre le monde terrestre et le monde céleste, non seulement pour les auditeurs de l'homélie mais également pour chaque communauté de foi qui en recevra le message :

« Vous vous êtes approchés de la montagne de Sion, de la cité du Dieu vivant, la Jérusalem céleste, des myriades qui forment le chœur des anges, de l’assemblée des premiers-nés inscrits dans les cieux, du juge qui est le Dieu de tous, des esprits des justes parvenus à la perfection, 
de Jésus qui est le médiateur de la nouvelle alliance, et du sang de l’aspersion qui parle mieux que celui d’Abel. (He 12:22-24.) »

Ces deux passages de l'épître se rejoignent pour former le cœur de sa théologie.

## La théologie
Par sa mort et sa résurrection, le Christ fonde une nouvelle alliance qui est elle-même le modèle céleste sur lequel s'était édifiée la première alliance ; celle-ci apparaît alors comme sa préfiguration. La supériorité de cette nouvelle alliance est prouvée par la royauté du Christ, par son sacerdoce divin et par la valeur universelle de son sacrifice.

### La typologie
Hébreux est le seul texte du Nouveau Testament à présenter des passages exégétiques analogues à ceux de l'herméneutique juive ; He 3:7-4:10 est un midrash du Psaume 95 (7-11), qui vient d'être cité, et He 7,1-25 un midrash du Psaume 110 (4) et du Livre de la Genèse (Gn 14,17-22) :

« En effet, ce Melchisédek, roi de Salem, sacrificateur du Dieu Très-Haut, qui alla au-devant d’Abraham lorsqu’il revenait de la défaite des rois, qui le bénit, 

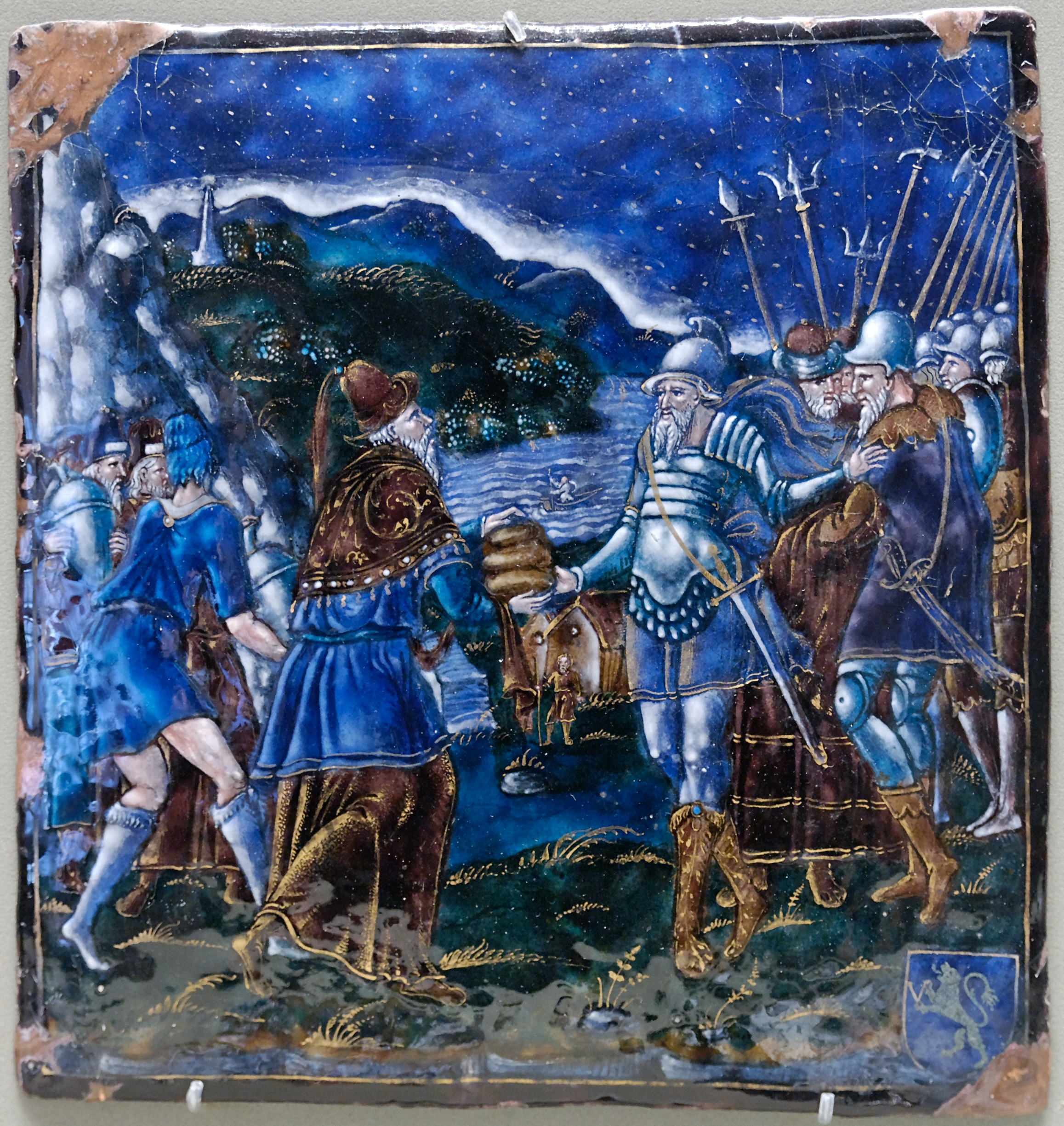
La Rencontre d'Abraham et de Melchisédech, attr. à Colin Nouailher (v. 1560), musée du Louvre.

et à qui Abraham donna la dîme de tout, qui est d’abord roi de justice, d’après la signification de son nom, ensuite roi de Salem, c’est-à-dire roi de paix, 
qui est sans père, sans mère, sans généalogie, qui n’a ni commencement de jours ni fin de vie, mais qui est rendu semblable au Fils de Dieu, ce Melchisédek demeure sacrificateur à perpétuité. 
Considérez combien est grand celui auquel le patriarche Abraham donna la dîme du butin. 
Ceux des fils de Lévi qui exercent le sacerdoce ont, d’après la loi, l’ordre de lever la dîme sur le peuple, c’est-à-dire, sur leurs frères, qui cependant sont issus des reins d’Abraham ; 
et lui, qui ne tirait pas d’eux son origine, il leva la dîme sur Abraham, et il bénit celui qui avait les promesses. 
Or c’est sans contredit l’inférieur qui est béni par le supérieur. (He 7:1-7.) »

Marqué par le judaïsme hellénistique, l'auteur en utilise les méthodes d'analyse, ce qui le rapproche de Philon d'Alexandrie. Au demeurant, tous deux possèdent plus d'un trait commun, par exemple leur vision de Melchisédech comme « roi de justice » et leur lecture typologique des textes. Plus nettement grecque est l'influence des écoles de philosophie hellénistiques, dont celle des néoplatoniciens et des stoïciens, qui se retrouvent dans l'idée que le monde sensible n'est que la copie ou le reflet imparfaits et passagers (8:5, 9:9, 9:24, 10:1) de la réalité céleste (8:5). L'épître se différencie toutefois des concepts grecs en ce sens que sa typologie est de nature sotériologique et que la tension entre les deux alliances, l'ancienne et la nouvelle, procède d'une histoire du salut dont l'idée même est étrangère à la pensée hellénistique.
L'idéalisme inhérent à l'épître amène l'auteur à privilégier une allégorèse des Écritures, car pour lui « la vérité n'est pas dans la lettre mais dans l'esprit dont elle n'est que l'image », remarque François Vouga. Plus encore, le monde terrestre étant provisoire, contingent (8:13), tandis que la réalité divine est éternelle, l'ordre chronologique se voit inversé : le Temple édifié par les hommes n'est que la représentation de son modèle céleste, et la typologie des deux alliances développée en 8:1-10:18 obéit à un retournement identique : l'ancienne n'est que l'ombre de la nouvelle, qui la précède, non dans le temps, mais dans l'éternité.
Selon une logique similaire, la relation entre le sacerdoce du grand prêtre et celui du Christ repose sur le même principe de la préfiguration, sur le même contraste entre l'image et l'objet, sur la même dialectique de la promesse et de l'accomplissement.

### La christologie du grand prêtre

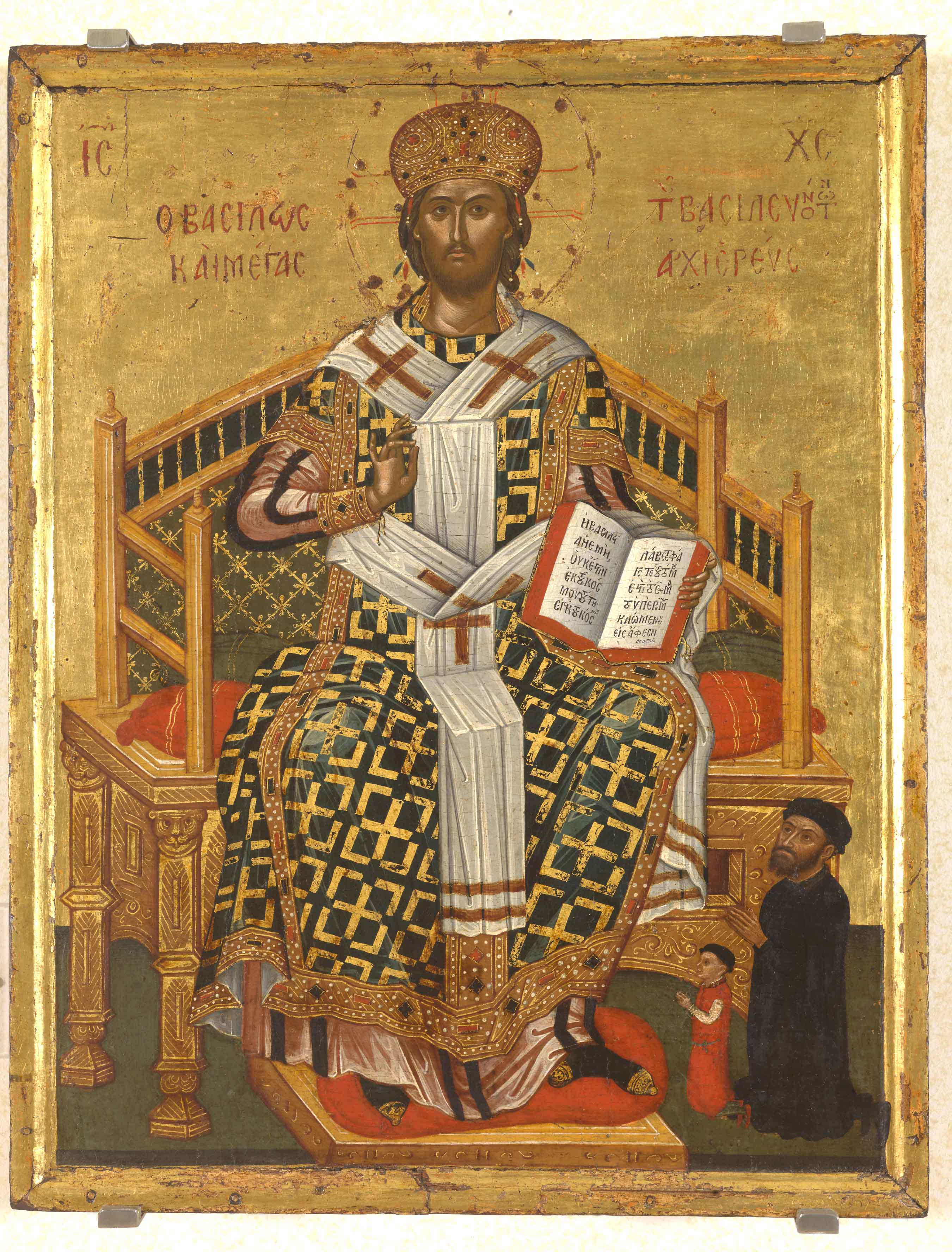
Icône du Christ en grand prêtre, Grèce, XVIe siècle.

Le personnage vétérotestamentaire de Melchisédech, cité dans le Livre de la Genèse et dans le Psaume 110, préfigure le Christ dans la théologie propre à Hébreux. Cette épître est le « seul écrit du Nouveau Testament à privilégier une christologie du grand prêtre », comme le soulignent Christian Grappe et Oscar Cullmann, qui ajoute qu'il s'agit de « la seule christologie complète axée sur le grand prêtre ».

#### Melchisédech
Melchisédech (מַלְכֵּי־צֶדֶק, « roi de justice ») n'est mentionné qu'à deux reprises dans l'Ancien Testament, d'une façon assez énigmatique. Il surgit mystérieusement en Gn 14:18-20, où il apparaît en tant que roi de Jérusalem et prêtre du Dieu Très-Haut pour apporter du pain, du vin et la bénédiction à Abraham. Ensuite, il n'est plus mentionné que dans un verset du Psaume 110 (Ps 110:4), où est exprimée la promesse que le Messie sera prêtre pour l'éternité « à la manière de Melchisédech ». Cependant, des écrits plus tardifs se réfèrent à ce prêtre-roi dont l'évocation semble jouer un rôle important car son nom est répété aussi bien dans les manuscrits de la mer Morte que dans la bibliothèque de Nag Hammadi,, ou encore chez Philon d'Alexandrie, chez Flavius Josèphe et dans le Livre d'Hénoch,.

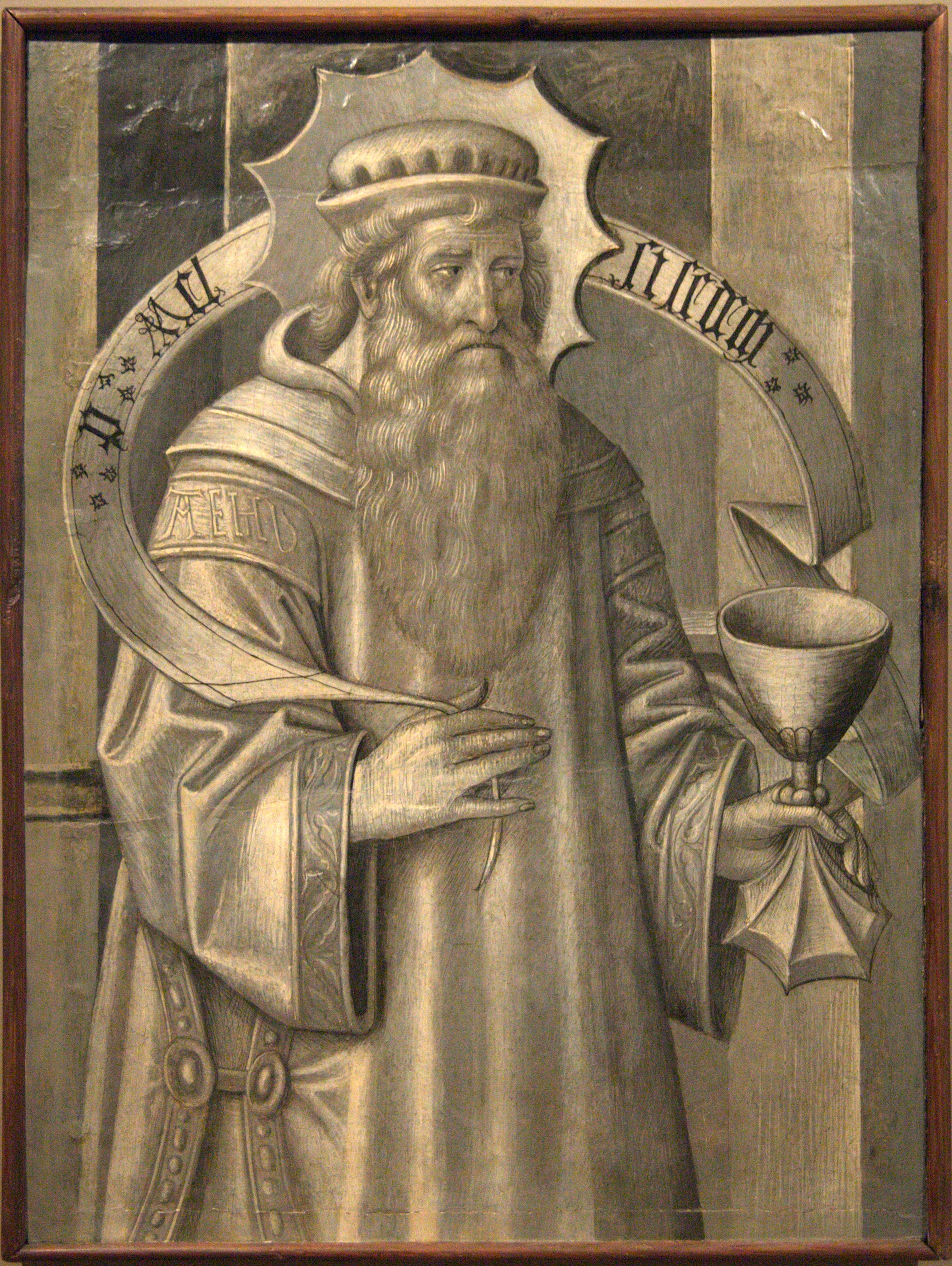
Melchisédech, par Jaume Huguet, XVe siècle.

Dans l'épître, le personnage de Melchisédech est annoncé en He 5,6 par une citation du Psaume 110 : שְׁבַּ֚ע יְהֹוָ֨ה | וְלֹ֥֬א יִנָּחֵ֗ם אַתָּה־כֹהֵ֥ן לְעוֹלָ֑ם עַל־דִּ֜בְרָתִ֗י מַלְכִּי־צֶֽדֶק « Comme il dit encore ailleurs : Tu es sacrificateur pour toujours, selon l’ordre de Melchisédek. » Le passage de la Genèse est ensuite rappelé en He 7,1-28 :

« Si donc la perfection avait été possible par le sacerdoce Lévitique, car c’est sur ce sacerdoce que repose la loi donnée au peuple, qu’était-il encore besoin qu’il parût un autre sacrificateur selon l’ordre de Melchisédek, et non selon l’ordre d’Aaron ? 
Car, le sacerdoce étant changé, nécessairement aussi il y a un changement de loi. 
En effet, celui de qui ces choses sont dites appartient à une autre tribu, dont aucun membre n’a fait le service de l’autel ; 
car il est notoire que notre Seigneur est sorti de Juda, tribu dont Moïse n’a rien dit pour ce qui concerne le sacerdoce. 
Cela devient plus évident encore, quand il paraît un autre sacrificateur à la ressemblance de Melchisédek, 
institué, non d’après la loi d’une ordonnance charnelle, mais selon la puissance d’une vie impérissable ; 
car ce témoignage lui est rendu : Tu es sacrificateur pour toujours Selon l’ordre de Melchisédek. (He 7:11-17.) »

Figure messianique sans commencement ni fin, envoyé de Dieu dont le sacerdoce est éternel, Melchisédech est présenté à la lumière de ces deux textes comme l'archétype du prêtre parfait, saint et céleste, par opposition au monde imparfait, pécheur et terrestre des lévites, de sorte que son ordre est celui-là même selon lequel le Christ, grand prêtre, accomplit le sacrifice de sa vie (10:10).

#### La lecture sacrificielle
À partir de Justin de Naplouse, les Pères de l'Église font le parallèle entre Melchisédech et le Christ. Mais c'est Cyprien de Carthage, dans son Epistola LXIII sur l'Eucharistie, qui donne à l'offrande de Melchisédech une interprétation décisive. Il semble être le premier à exprimer une vision eucharistique de l'offrande du pain et du vin apportés à Abraham par Melchisédech, « figure prophétique du mystère du sacrifice du Seigneur » (Ep. 63, IV:1). D'autres textes suivront cet exemple, parmi lesquels les Constitutions apostoliques,. Si la tradition orientale se montre peu explicite sur le caractère sacrificiel de l'offrande de Melchisédech, la prière eucharistique de l'Église latine, inspirée d'un passage d'Ambroise de Milan dans son traité Des sacrements (IV, 27), est plus précise. L'Église catholique la conserve jusque dans la forme actuelle de sa liturgie :

« Et comme il t'a plu d'accueillir les présents d'Abel le juste, le sacrifice de notre père Abraham, et celui que t'offrit Melchisédech ton grand prêtre, en signe du sacrifice parfait, regarde cette offrande avec amour, et dans ta bienveillance, accepte-la. »

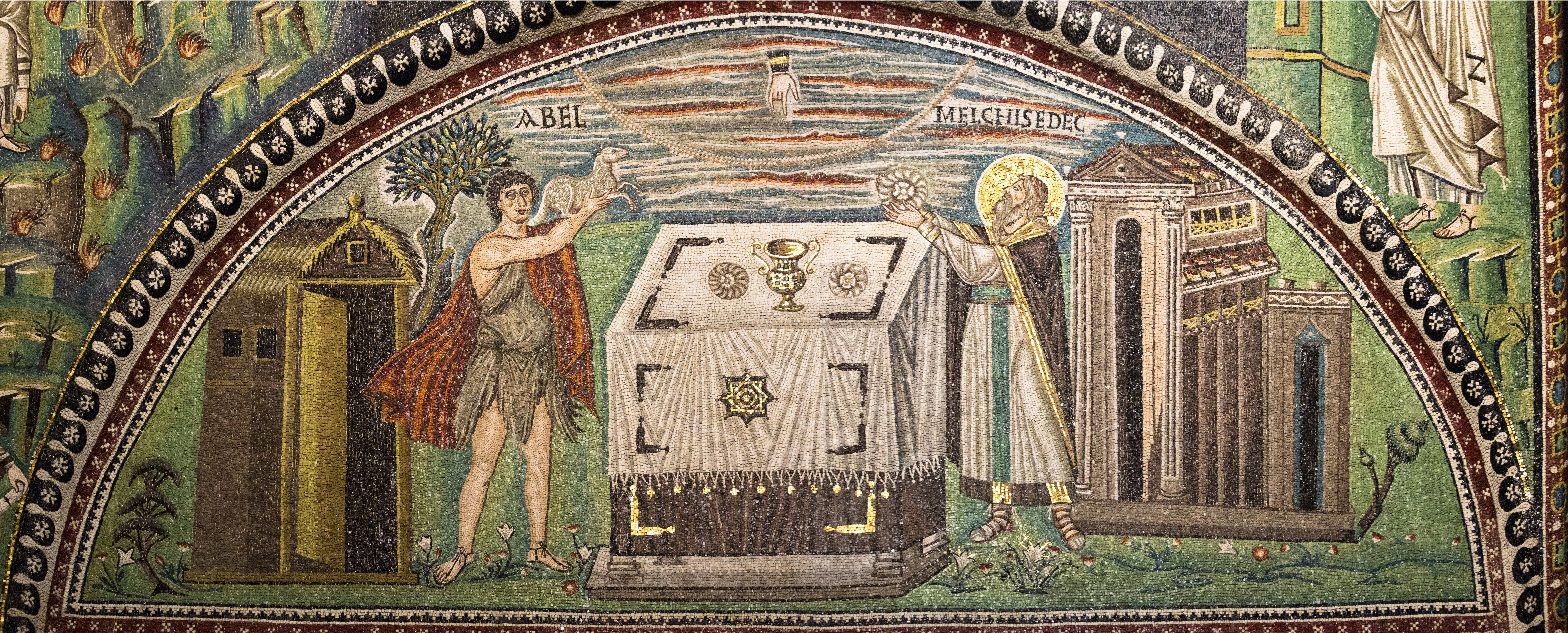
Le Sacrifice d'Abel et de Melchisédech, mosaïque, basilique Saint-Vital de Ravenne.

La Réforme protestante met toutefois en doute cette analogie, d'abord parce que l'auteur d'Hébreux n'en dit rien mais aussi parce que le récit de la Genèse ne permet pas de supposer que ce pain et ce vin aient comporté une dimension sacrificielle ni que cette offrande ait pu être destinée à Dieu. Luther, en particulier, s'interroge sur le lien avec la Cène : le Christ n'a pas sacrifié le pain et le vin, il les a distribués à ses disciples, et le « Vous ferez cela en mémoire de moi » ne demande pas que l'on sacrifie du pain et du vin. Dans le cas contraire, ajoute Calvin, si le pain et le vin étaient « sacrifiés » lors de la messe, qu'en serait-il du dogme de la transsubstantiation défendu par le catholicisme ?
Jonathan Edwards soutient néanmoins une parenté entre le geste de Melchisédech et la Cène, mais sans valider pour autant la doctrine catholique : l'offrande de Melchisédech, précurseur du Christ, confirme qu'Abraham a reçu l'alliance de la grâce tout comme sa circoncision est une préfiguration du baptême. En tout état de cause, un sacrifice du pain et du vin entrerait en contradiction avec la supériorité du sacerdoce de Melchisédech, car l'offrande de pain et de vin était une obligation pour les lévites (Lv 7:13, 23:13, 18) et n'aurait donc pas été une marque distinctive dans le cas de Melchisédech.

#### Sacerdoce et sacrifice
Dans le culte du Temple de Jérusalem, si le prêtre doit offrir des sacrifices à Dieu, c'est parce que lui-même n'est qu'un homme, inapte à entrer dans le monde divin. Il lui faut choisir un animal sans défaut, qui cesse d'appartenir au monde profane car il sera immolé sur l'autel, consumé par un feu dont la fumée montera vers les cieux, ou encore parce que son sang sera répandu symboliquement sur le trône de Dieu. Si le sacrifice est agréé par Dieu, le prêtre peut lui adresser ses prières et le peuple peut à son tour, par l'intercession du prêtre, demander des grâces à Dieu. Le schéma de la médiation traditionnelle peut se décomposer en trois étapes : la phase ascendante , où le prêtre est séparé des autres hommes en pénétrant dans le sanctuaire, et l'animal séparé des autres pour être sacrifié ; la phase centrale , où le prêtre accède au monde de Dieu ; enfin, la phase descendante, où le prêtre transmet au peuple les faveurs et le pardon de Dieu.
Le culte de l'ancienne alliance, en lien avec la liturgie de Kippour (He 9,7) qui en forme le point culminant, réapparaît en contrepoint quelques versets plus loin afin de magnifier l'œuvre du Christ au sein du sanctuaire céleste. En effet, contrairement au grand prêtre d'Israël, le Christ exerce un sacerdoce non pas éphémère mais éternel (He 7,23 sq), il n'a pas à effectuer de sacrifice pour racheter son péché puisqu'il est sans péché (He 7,26 sq), il offre son propre sang et non celui d'un animal (He 9,11-24), il ne pénètre pas dans un temple terrestre mais dans le sanctuaire de Dieu (He 9,24) et il ne célèbre le sacrifice qu'une fois pour toutes et non pas à plusieurs reprises (He 9,26-28).

### L'œuvre de salut

#### Sotériologie
La christologie d'Hébreux est entièrement d'ordre sotériologique. À la différence de Paul, elle n'est pas centrée sur la résurrection de Jésus mais sur son élévation, assis à la droite du trône de la Majesté dans les cieux (8:1).

#### La marche vers le salut

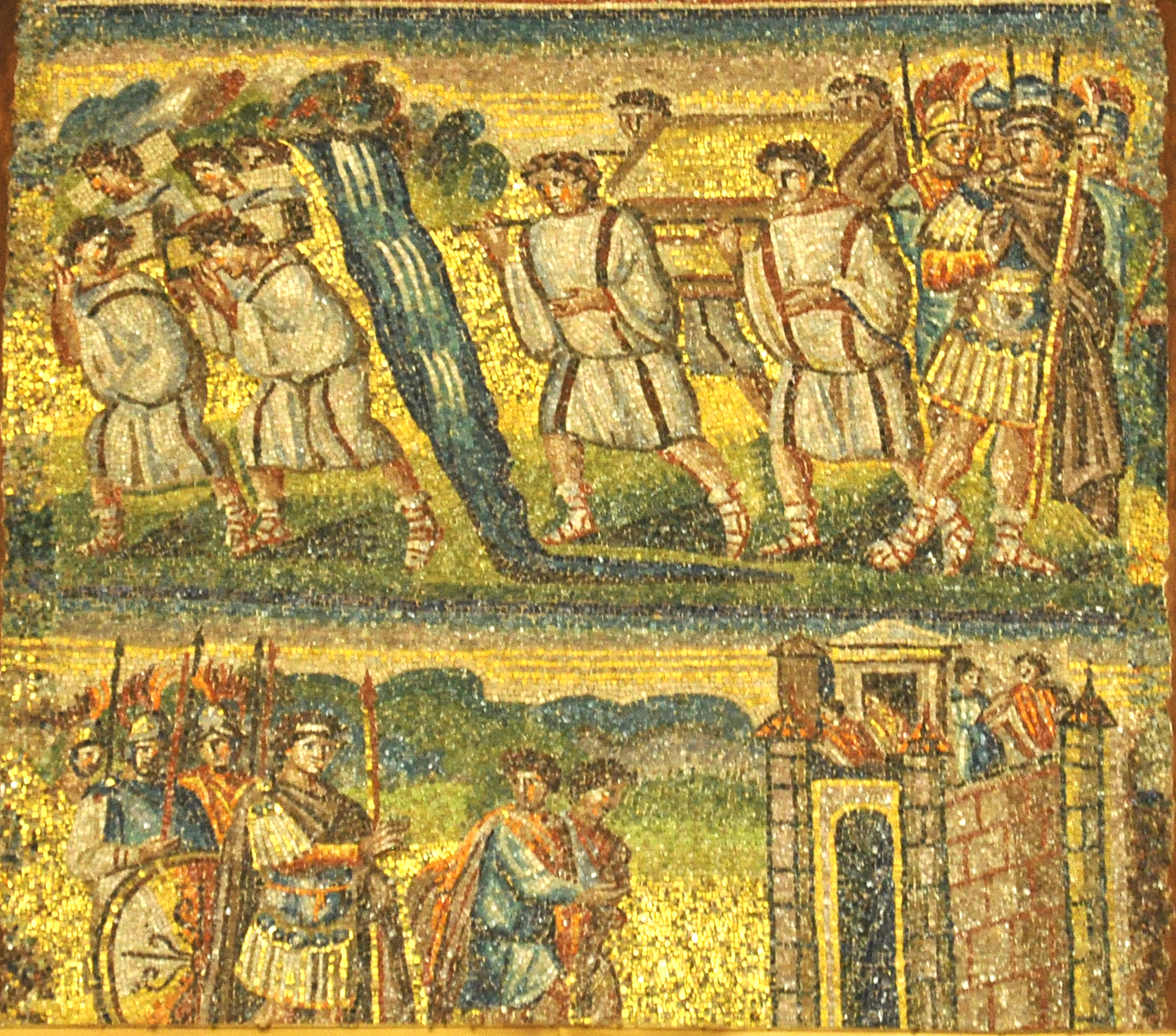
Josué et ses compagnons en marche vers la Terre promise avec l'Arche d'alliance, mosaïque byzantine, cathédrale de Monreale.

Le salut, inscrit dans le temps mais aussi dans l'espace, est soumis à une dynamique symbolisée par le thème du « peuple de Dieu en marche ». Cette image apparaît de manière significative dans la parénèse de 3:7-4:13, où le nouveau peuple de Dieu, en proie à la lassitude d'un long chemin, doit garder confiance dans le présent en levant les yeux vers l'avenir, la Jérusalem céleste, mais aussi en se souvenant du passé, de l'ancienne alliance et de la promesse déjà réalisée comme d'un itinéraire déjà parcouru. En d'autres termes, la foi consiste à faire partie du peuple en marche, et le péché est de s'immobiliser, de rester en arrière, de ne plus croire. L'espérance, quant à elle, se place dans le salut, c'est-à-dire dans le sacerdoce et le sacrifice du Christ (4:14-7:28).